# 14 км дороги Кем-Калевала
14 км дороги Кем-Калевала (раніше Сокіл) — селище в складі Кемського міського поселення Кемського району Республіки Карелія.

## Загальні відомості
Селище розташоване на річці Кем, на березі Путкинського водосховища. Через селище проходить шосе 86К-389, з'єднує автотрасу «Кола» (Р21, ) на заході з містом Кем на сході.
Раніше був також відомий, як селище Сокол, у якому жили військові льотчики 265-го винищувального авіаполку ППО, а раніше 828-го штурмового авіаційного полку, що служили на аеродромі Подужем'є, розташованому біля автотраси.

## Галерея

14 км дороги Кем-Калевала
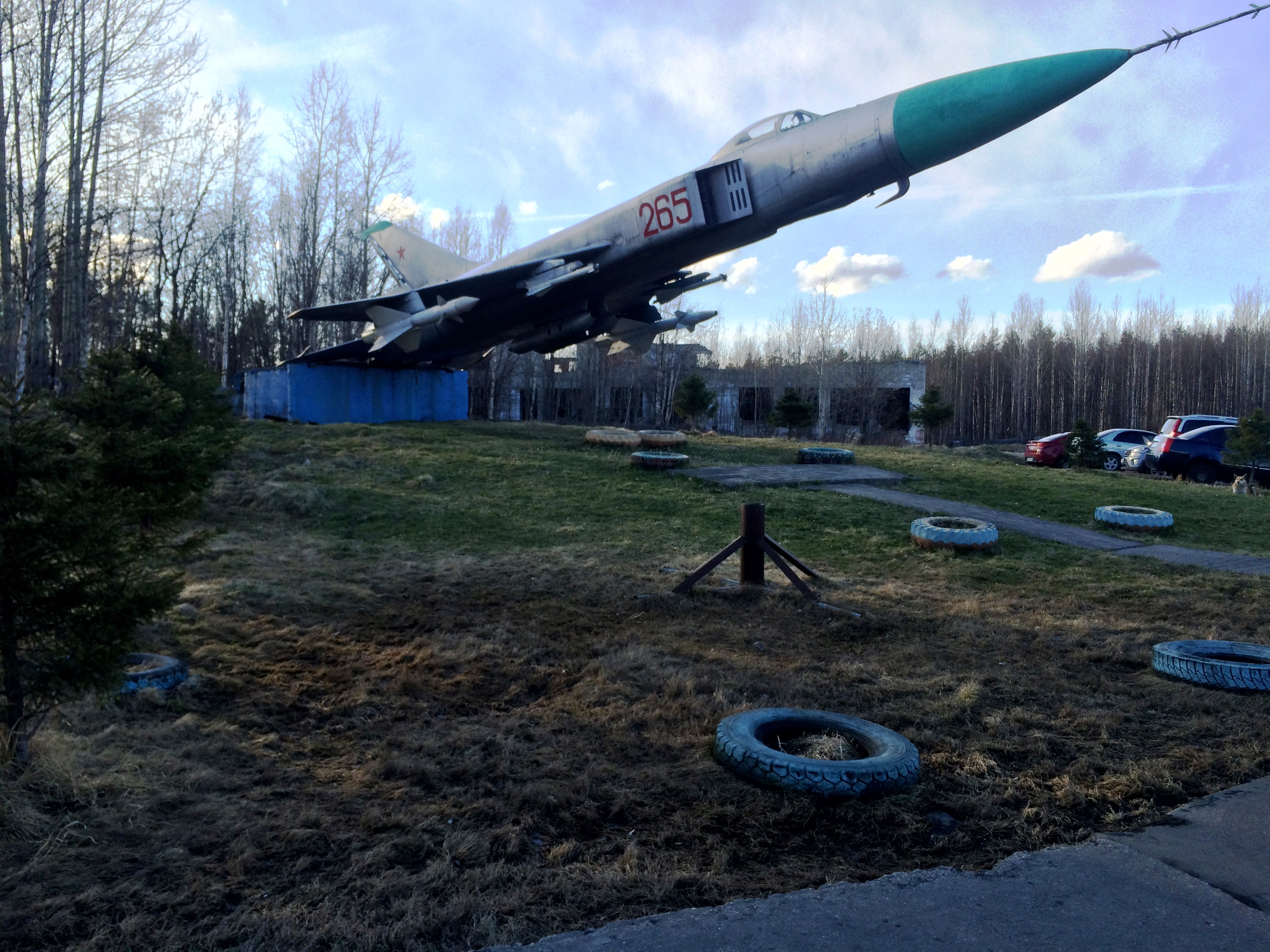
Пам'ятник.
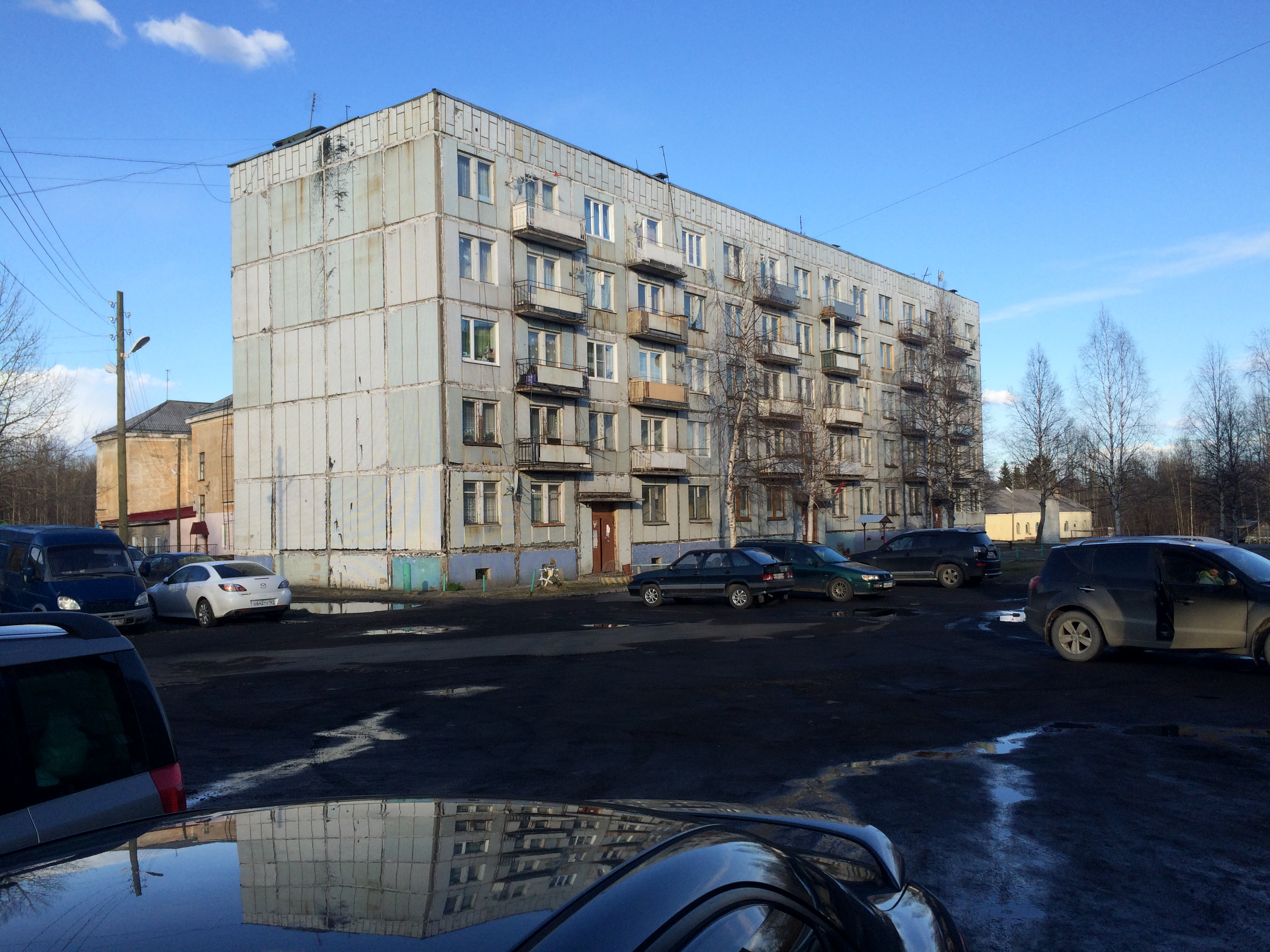
Житлові будинки.
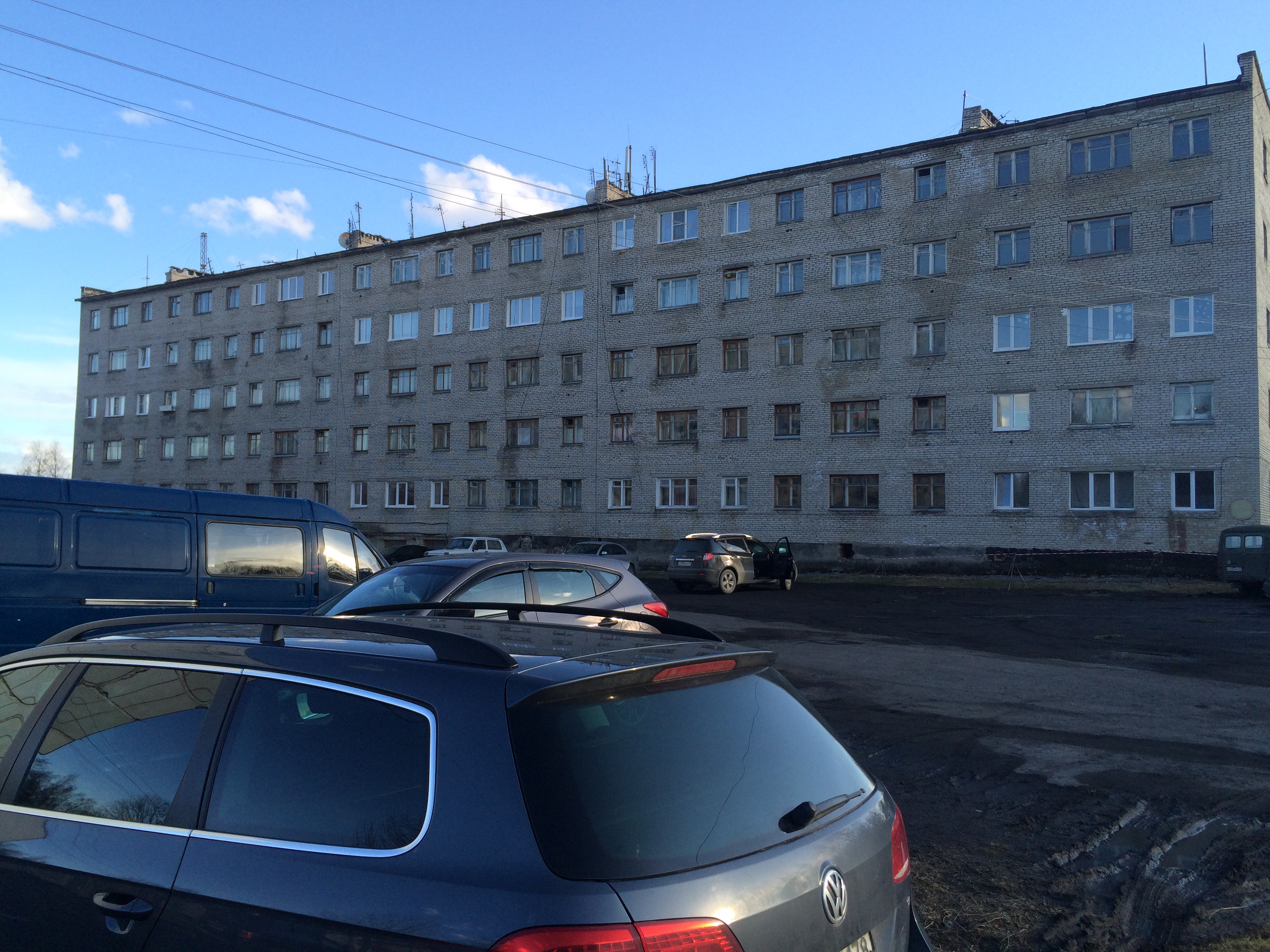
Житловий будинок.